# Édgar Barreto
Édgar Osvaldo Barreto Cáceres (Assunção, 15 de julho de 1984), mais conhecido como Édgar Barreto, é um ex-futebolista paraguaio que atuava como volante.

## Carreira no clube
Barreto iniciou sua carreira no clube paraguaio Cerro Porteño, estreando na temporada de 2002. No ano seguinte estreou na Copa Libertadores. Em janeiro de 2004, ele assinou com o NEC Nijmegen, clube da Eredivisie.[carece de fontes?]
No verão de 2007, Barreto concordou com um contrato de quatro anos com a Reggina Calcio. Ele desempenhou um papel fundamental na manutenção da Reggina na Série A no final da temporada 2007-08, ganhando a reputação de marcar gols de longo alcance. No verão de 2009, depois que Reggina se mudou para a Série B, ele foi vendido para o Atalanta Bergamo.
Na Atalanta, Barreto perdeu grande parte da primeira temporada devido a lesão, só retornando nos últimos dias da temporada e não conseguindo evitar o rebaixamento de seu clube na Série B. Suas excelentes atuações na Série B despertaram o interesse do Napoli, durante o mercado de janeiro. Ele contribuiu para a promoção do Bergamaschi à Série A na temporada 2010-11, ao final da qual foi eleito para o time de jogadores do "Top 11 da Série B" por jornalistas italianos.
Em 31 de agosto de 2011, Barreto mudou-se para Palermo com um contrato de quatro anos, enquanto uma taxa de transferência de 5,3 milhões de euros foi paga à Atalanta.
Em 1º de julho de 2015, Barreto assinou contrato com a U.C. Sampdória.
Em entrevista em julho de 2017, Barreto afirmou que não retornaria ao futebol paraguaio por motivos familiares, embora reconhecesse que a passagem pelo Cerro Porteño foi fundamental para sua carreira.
Em maio de 2020 acertou a rescisão do contrato com a Sampdoria.

### Voltar para a NEC
Com a rescisão do contrato de Barreto com a Sampadoria, a torcida do NEC sonhou e manifestou seu retorno. Barreto era dono de uma casa e três apartamentos que alugou na cidade de Nijmegen, que também era destino de sua família nas férias e, em mais de uma ocasião, Barreto manifestou o desejo de retornar ao clube. Os torcedores do NEC colocaram uma faixa na entrada do estádio do clube pedindo o retorno de Barreto, já que o gerente geral do NEC, Wilco van Schaik, aumentou as esperanças dos torcedores de que Barreto retornaria ao clube. Van Schaik disse à revista holandesa Voetbal International que Barreto era um jogador importante no NEC e ainda tinha muito peso na cidade, com o clube manifestando interesse no jogador desde o mês de maio.
Em 15 de julho de 2020, no seu 36º aniversário e após 13 anos no futebol italiano, Barreto regressou ao seu primeiro clube europeu, o NEC, na segunda divisão holandesa. Barreto assinou contrato de uma temporada com opção de prorrogação por mais uma temporada.
Em agosto de 2020, Barreto jogou sua primeira partida da temporada na derrota por 2 a 0 para o Cambuur.[carece de fontes?]
Em 15 de maio de 2022, anunciou sua aposentadoria do futebol, ao mesmo tempo em que declarou seu desejo de iniciar uma carreira gerencial.

## Carreira internacional
Barreto estreou pela seleção paraguaia de futebol na vitória por 1 a 0 sobre a Costa Rica em 8 de junho na Copa América de 2004. Ele jogou todos os quatro jogos quando seu time chegou às quartas de final. Semanas depois, ele fez parte do time que levou para casa a medalha de prata nas Olimpíadas de 2004 na Grécia. No dia 4 de agosto, antes do início dos Jogos Olímpicos de Verão, disputou um jogo de preparação contra o Portugal de Cristiano Ronaldo na cidade do Algarve, resultando numa derrota por 5-0.
Em 17 de agosto de 2005, Barreto marcou seu primeiro gol internacional ao abrir uma vitória por 3 a 0 em um amistoso sobre El Salvador em Ciudad del Este. O técnico Anibal Ruiz o convocou para a Copa do Mundo FIFA de 2006 na Alemanha.
Na Copa América de 2007, na Venezuela, Barreto disputou novamente as quatro partidas das quartas de final. Ele marcou para abrir uma vitória por 3-1 sobre os Estados Unidos na fase de grupos. Na Copa do Mundo FIFA de 2010 na África do Sul, ele entrou aos 75 minutos contra o Japão nas oitavas de final e marcou o primeiro tento na disputa de pênaltis, com o Paraguai avançando para a próxima fase pela primeira vez.
Barreto também fez parte da equipe de Gerardo Martino que foi vice-campeã dos donos da casa na Copa América de 2011, no Uruguai. Novamente como reserva nas quartas de final contra o atual campeão Brasil, ele cobrou o primeiro pênalti após outro empate sem gols, mandando ao lado em um eventual triunfo.
No dia 5 de agosto de 2012, Barreto anunciou sua aposentadoria internacional pela Albirroja. Ele disse que não poderia mais conciliar as longas jornadas com a competição na Série A.

## Vida pessoal
Barreto é o irmão mais novo do goleiro Diego Barreto, que foi seu companheiro de seleção.[carece de fontes?]

## Títulos
Os títulos que Édgar teve são:[carece de fontes?]

### Paraguai Sub-23
- Atenas 2004: Prata